# Tiñosillos
Tiñosillos – gmina w Hiszpanii, w prowincji Ávila, w Kastylii i León, o powierzchni 27,25 km². W 2011 roku gmina liczyła 834 mieszkańców.